# Gnidia hockii
Gnidia hockii är en tibastväxtart som beskrevs av De Wild.. Gnidia hockii ingår i släktet Gnidia och familjen tibastväxter. Inga underarter finns listade i Catalogue of Life.